# Makkay Ferenc
Makkay Ferenc-Ferdinánd (Máramarossziget, 1930. szeptember 16. – Erdőfelek, 2023. július 8.) erdélyi magyar vegyész, a kémiai tudományok doktora, egyetemi docens, kémiai szakíró. Makkay Klára férje.

## Életútja
Szülővárosában végzett középiskolát (1949), a Bolyai Tudományegyetemen szerzett vegyészi diplomát (1953). Pályáját az egyetem főgyakornokaként kezdte, tanársegéd előbb a Bolyai, majd az egyesített Babeș–Bolyai Tudományegyetem Szervetlen és Analitikai Kémiai Tanszékén (1957–70), a kémiai tudományok doktora (1970), előadótanár a kolozsvári Tanártovábbképző Intézetben (1976–79), majd újra az egyetemen tanított 1979-től 1995-ös nyugdíjazásáig. Nyugdíjazása után 2003-ig óraadó tanár volt. 
Az RMDSZ kolozsvári 13. körzetének választmányi tagja, alelnöke (1996–1997), majd elnöke (1997–2006) volt. A kolozsvári Felsővárosi egyházközség presbitere (2000–2008) volt.

## Kutatási területe
Platinaelektródok felületi sajátságainak tanulmányozása, az oktatás hatékonyságának vizsgálata a középiskolai kémiatanításban, vegyes ligandumú komplexvegyületek alkalmazási lehetőségei az analitikai meghatározásokban.

## Tudományos munkássága
Tudományos dolgozatai – egyes esetekben Kékedy László, Várhelyi Csaba, Zsakó János munkatársaként – bel- és külföldi szaklapokban jelentek meg, így a Revue Roumaine de Chimie, a Studia Universitatis Babeş-Bolyai (1968–1989) és a varsói Chemie Analitique (1980) hasábjain. Ismeretterjesztő és oktatási kérdésekkel az Igazságban és a Tanügyi Újságban jelentkezett, a Kémiai kislexikon (1980–81) szervetlen és analitikai kémiai részének szerzője; a tanárképzést szolgáló két román nyelvű szervetlen kémiai tankönyv (Contribuţii la metodica predării chimiei, 1974; Chimie anorganică pentru perfecţionarea profesorilor, 1983) munkatársa. 59 tudományos dolgozat szerzője vagy társszerzője.

## További kötetei
- Analitikai kémia. Minőségi analízis; Babeş-Bolyai Tudományegyetem, Kolozsvár, 1994
- Makkay Ferenc–Makkay Klára: Kékedy László élete és munkássága; Magyar Kémikusok Egyesülete, Bp., 2010